# Papiliolebias hatinne
Papiliolebias hatinne är en fiskart som beskrevs av Azpelicueta, Butí och García 2009. Papiliolebias hatinne ingår i släktet Papiliolebias och familjen Rivulidae. Inga underarter finns listade i Catalogue of Life.